# مطرب (فیلم ۱۳۹۸)
مطرب فیلمی ایرانی به نویسندگی، تهیه‌کنندگی و کارگردانی مصطفی کیایی محصول سال ۱۳۹۸ است. ژانر فیلم مطرب، اجتماعی و موزیکال است. بازیگران آن پرویز پرستویی، محسن کیایی، الناز شاکردوست، مهران احمدی و عایشه‌گل جوشکن هستند. فیلمنامهٔ این فیلم دربارهٔ یک خانوادهٔ ایرانی است که درپی داستانی وارد استانبول (ترکیه) می‌شوند.
فیلم‌برداری این فیلم در اسفند ۱۳۹۷ در شهر استانبول به پایان رسید. این فیلم رکورد هزارپا را زد و پرفروش‌ترین فیلم سال ۱۳۹۸ و در زمان خود پرفروش‌ترین فیلم تاریخ سینمای ایران شد. فیلمنامهٔ مطرب قبل از چهارراه استانبول نوشته شد و قرار بود اتفاقات آن در لندن اتفاق بیفتد، اما پس از تکمیل متن تصمیم گرفته شد که داستان در کشوری که از لحاظ فرهنگی نزدیک به ایران است، ادامه داشته باشد.

## داستان فیلم
داستان این فیلم دربارهٔ یک خوانندهٔ کاباره‌ای به نام ابراهیم خوش‌لحن (خوش‌سینه) است که پیش از اوج گرفتن با وقوع انقلاب ۱۳۵۷ همچون این طیف خواننده‌ها از صحنه کنار می‌رود اما چون به اندازهٔ کافی از شهرت و اقبال نیز برخوردار نبوده‌است، نمی‌تواند خوانندهٔ لس آنجلسی شود و در نهایت به خوانندهٔ مراسم تبدیل می‌شود. ابراهیم که با نامِ فامیلی خود مشکل دارد و آن را به خوش‌لحن تغییر می‌دهد سالها در حسرت اجرای دوباره روی صحنه می‌ماند تا اینکه یک روز، زیبا (دختر ابراهیم با بازی الناز شاکردوست) ترتیبی می‌دهد تا پدرش در برنامه «هفتهٔ فرهنگی ایران» در شهر استانبول، ترکیه روی صحنه برود. پسر ابراهیم (محسن کیایی) که راه پدر را دنبال کرده‌است ولی به سبک رپ فرصت را برای اجرای زنده و کسب شهرت از دست نداده‌است و ورود آنها به ترکیه سرآغاز ماجراها و مشکلات جدیدشان می‌شود.

## بازیگران
| بازیگر         | نقش               |
| -------------- | ----------------- |
| پرویز پرستویی  | ابراهیم خوش‌لحن    |
| الناز شاکردوست | زیبا خوش‌لحن       |
| محسن کیایی     | فؤاد خوش‌لحن       |
| مهران احمدی    | ماشاالله (مارشال) |
| عایشه‌گل جوشکن  | نازان             |
| حسین امیدی     | شهرام             |
| امین مقدم      | حمید پارسا        |

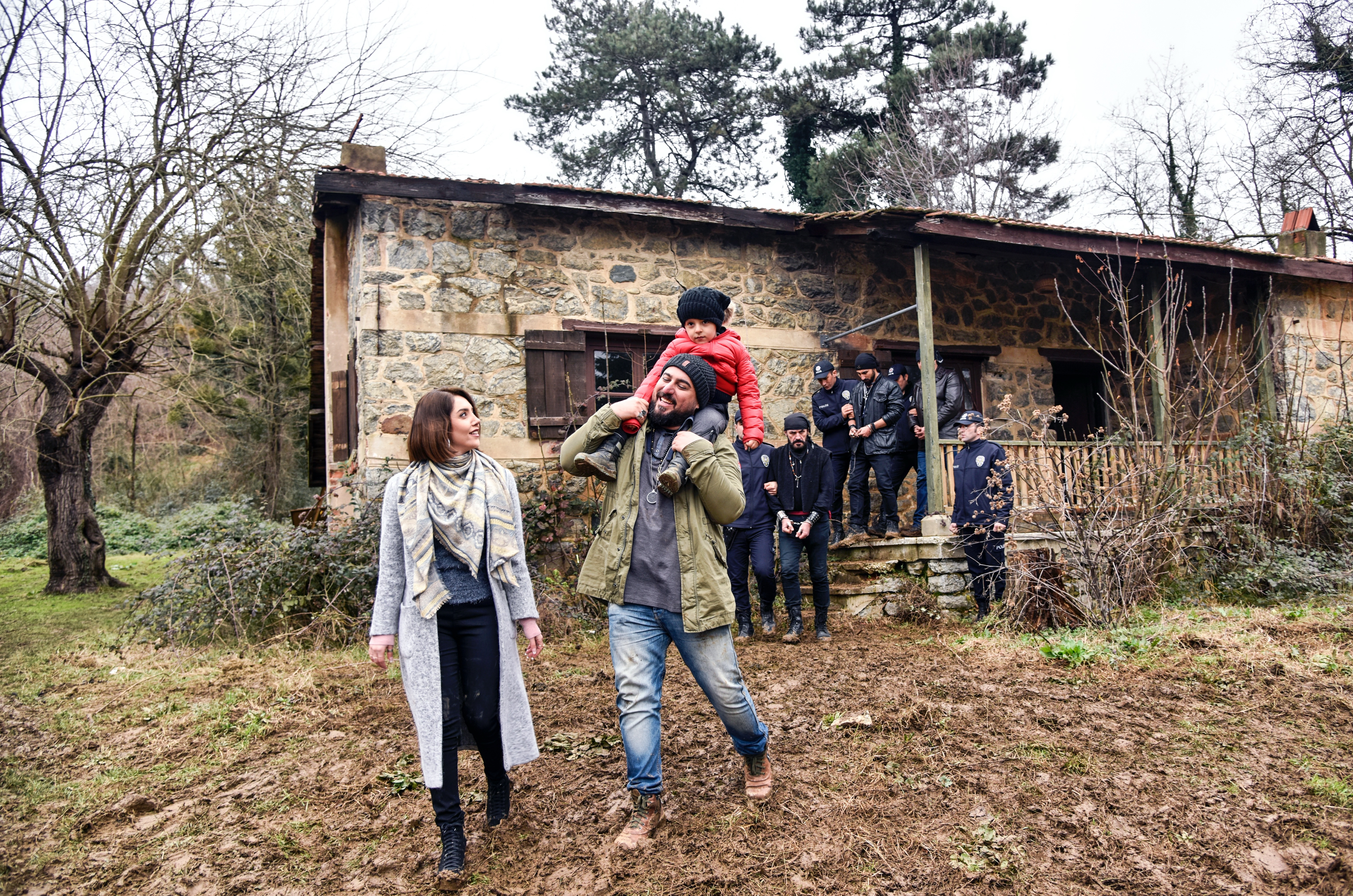
جوشکون و کیایی در پشت‌صحنهٔ فیلم(سکانسِ حذف‌شده)

برای انتخاب بازیگر نقش نازان، ابتدا مریم اوزرلی مورد توجه عوامل فیلم بود ولی چون او زبان فارسی بلد نبود کنار گذاشته شد و عایشه‌گل جوشکن که از کودکی به زبان فارسی علاقه‌مند بود انتخاب شد. جوشکن برای تقویت زبان فارسی‌اش دو هفته، شب و روز با دوستان ایرانی‌اش فارسی صحبت کرد. او سر همین فیلم ظرف دو ماه فارسی را تا حد قابل قبولی فرا گرفت.

## رکوردهای فروش
مطرب در مجموع فروش (دو روز اول اکران، با ۹۳ هزار و ۲۲۸ نفر مخاطب یک میلیارد و ۵۷۳ میلیون تومان فروش) از فیلم‌های متری شیش و نیم و تگزاس ۲ که جزو پرفروش‌ترین فیلم‌های سال بودند هم سبقت گرفت و در صدر پرفروش‌ترین فیلم سال قرار گرفته‌است.

## جوایز

### بیستمین دوره جشن حافظ
| قسمت              | نامزد         | نتیجه    |
| ----------------- | ------------- | -------- |
| بهترین بازیگر مرد | پرویز پرستویی | نامزدشده |

## سینمای خانگی
مطرب در ۲۷ اسفند ۱۳۹۸ در شبکهٔ نمایش خانگی منتشر شد.

## حواشی
تاتلی در زبان ترکی یعنی شیرین و سس یعنی صدا؛ بنابراین تاتلیسس یعنی شیرین صدا. البته نام خانوادگی ابراهیم تاتلیسس در ابتدا تاتلی خالی بوده ولی بعد از خواننده شدن سس را به آن اضافه کرد.
در انتخاب نام خانوادگی کاراکتر اصلی فیلم مطرب (ابراهیم خوش لحن) نیز تنها تاتلیسس را با اندکی تغییر به فارسی ترجمه کرده‌اند.